# Platform for Internet Content Selection
PICS (ang. Platform for Internet Content Selection) – standard opracowany przez W3C do oddzielania w Internecie treści szkodliwych (filmy, opowiadania erotyczne, seks-shopy, gry z przemocą) od treści neutralnych. Ma na celu pomoc rodzicom i wychowawcom w uchronieniu dzieci przed niebezpiecznymi treściami w Internecie bez stosowania cenzury.
Standard ten pozwala w bardzo prosty sposób blokować pornografię, erotykę, przemoc i wulgaryzmy w każdym punkcie sieci Internet (ISP, sieci firmowe). Gdyby został powszechnie przyjęty, umożliwiłby rodzicom zupełne odfiltrowanie tych treści z Internetu bez ich cenzurowania, nie ingerując w wolność wypowiedzi.
Do tego celu wymagana jest dobra wola publikujących pornografię i erotykę. Właściciele tego typu serwisów musieliby dobrowolnie zaznaczyć, jakiego typu treści prezentują na swoich stronach. Wymaga to umieszczenia w kodzie html własnej strony, kilku dodatkowych linijek kodu.
Oznaczenie zawartości strony jest darmowe i trwa kilka minut. Wygenerowany przez kwestionariusz plik labels.rdf umieszcza się w katalogu głównym swojej strony, a link do niego w nagłówku kodu HTML, w znacznikach <meta>.
Na stronie formularza podajemy, które z poniższych treści zawiera nasza strona. Zapisane w pliku lablels.rdf, w standardzie XML dane są zgodne ze specyfikacją RDF. Plik opisuje, które z poniższych treści zawiera nasza strona:
- nudity (nagość),
  - odsłonięte piersi,
  - obnażone pośladki,
  - widoczne genitalia,
  - żadne z powyższych,
- sexuality content (treści powiązane z seksualnością),
  - namiętny pocałunek,
  - zasłonięty lub domniemany akt seksualny,
  - wyraźna rozmowa o seksie,
  - widoczny „seksualny dotyk”,
  - erekcja/wyraźny akt seksualny,
  - erotyka,
  - żaden z powyższych
- violence (przemoc),
  - napaść/gwałt,
  - zranienie człowieka,
  - zranienie zwierzęcia,
  - krew i rozczłonkowanie ciała człowieka,
  - krew i rozczłonkowanie ciała zwierzęcia,
  - tortury lub zabicie człowieka,
  - tortury lub zabicie zwierzęcia,
  - żadne z powyższych
- język,
  - obraźliwe lub wulgarne słownictwo,
  - bluźnierstwo lub przekleństwo,
  - słowa niekulturalne,
  - żadne z powyższych,
- other (inne niebezpieczne treści),
  - przedstawienie/używanie alkoholu lub narkotyków,
  - przedstawienie/używanie broni,
  - przedstawienie/używanie gier hazardowych,
  - żadne z powyższych,
- treść tworzona przez użytkowników
  - chat, grupa dyskusyjna, komentarze (moderowana)
  - chat, grupa dyskusyjna, komentarze (niemoderowana)
  - żadne z powyższych,
- kontekst,
  - ten materiał pojawia się w kontekście artystycznym,
  - ten materiał pojawia się w kontekście edukacyjnym,
  - ten materiał pojawia się w kontekście medycznym,
  - ten materiał pojawia się w kontekście sportowym,
  - ten materiał pojawia się w kontekście wiadomości/aktualności,
  - żadne z powyższych.

Standard był zalecany od 1996 roku przez W3C, a promowany m.in. przez organizację ICRA. Na jego podstawie powstał bardziej elastyczny standard POWDER, który od grudnia 2009 roku jest rekomendowany przez organizację W3C jako następca PICS.